# Чернов, Василий Иванович (геолог)
Василий Иванович Чернов — советский геолог, один из первооткрывателей крупнейшего Газлинского месторождения, лауреат Ленинской премии.

## Биография
Василий Иванович Чернов родился в городе Коканде. В семье было шесть сестер и шесть братьев. Среди его известных братьев — Сергей Иванович Чернов, один из организаторов поиска и открытия первых нефтяных месторождений Западной Сибири.
Василий Иванович работал геологом треста «Средазнефтеразведка», нач. партии треста «Узбекнефтегазразведка».
Отрывок из книги «Следопыт Средней Азии. Краеведческий альманах»:

« В кибитке у колодца, где Чернов прожил два сезона, производя геологические съемки, оказался знакомый ему чабан. Чабан принял его как дорогого гостя. Распили два кумгана солоноватого чая, вспоминали то-се. Тонкое знание Черновым узбекского языка заинтересовало чабана.
— Я здешний, кокандский, — ответил Василий Иванович. — И отец всю жизнь работал механиком на хлопкозаводах.
Чабан помолчал и, взглянув в лицо Чернова, сказал: — Вижу, трудно тебе, начальник. Ты стал чернее меня.
— На то я и Чернов, — пошутил Василий Иванович.
На третий день после приезда Чернова в трест, после утреннего сеанса, рация включилась еще раз. Через несколько минут в его комнату вошел Жуковский. Губы его слегка вздрагивали, поблескивало серебро зуба. Глаза что-то прятали. Он помолчал, глядя прямо в обветренное лицо Василия Ивановича, и сказал просто:
 — Слышишь, Василий? Фонтан!
— Ах,— отмахнулся тот, — не до первоапрельских шуток.
Это действительно было первое апреля пятьдесят третьего года.».
…Уже через полтора месяца был сделан подсчет запасов газлинских кладовых. Под барханами, на таинственное поведение которых обратили в свое время внимание красноармеец и профессор с путевкой Ильича, было найдено уникальное месторождение газа. Тринадцать горизонтов, — тринадцать гигантских подземных куполов — сберегли для страны, строящей коммунизм, пятьсот миллиардов кубометров голубого топлива и химического сырья.
В августе 1958 года советское правительство приняло и обнародовало постановление о сооружении через пустыни Кызылкумы и Каракумы более чем двухтысячекилометрового, в две нитки метрового диаметра, невиданного в истории газопровода Бухара—Урал. Газли оказался одной из тех ярких счастливых утренних звезд, под которыми родился семилетний план, план создания материально-технической базы коммунизма в нашей стране.
Вся страна сказала спасибо узбекистанским геологам и буровикам, открывшим невиданный клад природы, а семеро из них — кому, как говорил мне у провала Мансур Ходшаев, было всех труднее, кто через годы пронес идею об уникальном месторождении в Газли, чей вклад в открытие его особенно велик, удостоены Ленинской премии. Это А. А. Бакиров, П. Н. Енвкеев, С. И. Ильин (посмертно), Л. Г. Жуковский, Е. В. Кудряшов, К. А. Сотириади, В. И. Чернов.

## Семья
- Дочь — Татьяна Васильевна Чернова (род. 1937), актриса, балерина, танцевавшая в Узбекском театре оперы и балета имени А. Навои, впоследствии ассистент во многих картинах Георгия Юнгвальд-Хилькевича, в том числе в фильме «Д’Артаньян и три мушкетёра».[3][4] Фильмография и перечень ТВ-шоу, кино проектов, в которых принимала участие актриса Татьяна Чернова, содержит порядка 4 работ. Среди фильмов, на которые стоит обратить внимание, можно выделить: Дерзость (1971), Петька в космосе (1972) и Житие святых сестер (1982). Татьяна Чернова появляется в кино и ТВ-шоу в качестве актрисы, начиная с 1969 по 1982 годы. Первые фильмы с участием актрисы: Внимание, цунами (1969) — роль: жена Иваненко и Дерзость (1971) — роль: Лидия / Клара Фост. Последние на сегодня проекты и фильмы, где задействована актриса Татьяна Чернова — это Петька в космосе (1972) — роль: Валентина Яковлевна, и Житие святых сестер (1982) — роль: «странная» монашка.

## Награды
- Лауреат Ленинской премии в области техники за открытие и разведку крупнейшего в СССР Газлинского месторождения природного газа (1960).